# Pterolophia rufula
Pterolophia rufula là một loài bọ cánh cứng trong họ Cerambycidae.